# Raymond de Sèze
Raymond de Sèze (eller Desèze), född den 26 september 1748 i Bordeaux, död den 2 maj 1828 i Paris, var en fransk advokat.
de Sèze fick det vanskliga uppdraget att jämte Malesherbes och Tronchet försvara Ludvig XVI inför nationalkonventet och höll med anledning därav den 26 december 1792 ett tal, Défense du roi Louis XVI, som är ett mästerstycke av vältalighet. Under skräckväldet hölls han arresterad, men frigavs efter Robespierres fall (i juli 1794). Efter restaurationen överhopade Ludvig XVIII honom med utmärkelser. År 1814 blev han president i kassationsdomstolen och 1815 greve och pär samt 1817 medlem av Franska akademien.